# 无毛蓟
无毛蓟（学名：Cirsium glabrifolium）是菊科蓟属的植物。分布在俄罗斯、克什米尔地区、印度以及中国大陆的西藏、新疆等地，生长于海拔2,600米至2,700米的地区，一般生长在山坡和山坡灌丛中，目前尚未由人工引种栽培。

## 异名
- Cirsium wallichii DC. var. glabratum (Hook. f.) Wendelbo